# Michael Rotich
Michael Kosgei Rotich (ook wel Michael Rotich of Mike Rotich) (26 oktober 1982) is een Keniaanse langeafstandsloper, die zich heeft gespecialiseerd in de marathon.

## Loopbaan
2003 was Rotich's succesvolste jaar. Toen won hij de halve marathon van Parijs in 1:01.30 en een maand later de marathon van Parijs in een persoonlijk record en tevens parcoursrecord van 2:06.33. Op het wereldkampioenschap marathon in Parijs werd hij dat jaar achtste in 2:10.35.
In 2004 werd Rotich tweede op de Marathon Rotterdam, in 2005 zevende op de marathon van Berlijn. Wegens het koude weer werd hij dat jaar slechts vierde op de marathon van Milaan.

## Persoonlijke records
| Onderdeel      | Prestatie | Datum        | Plaats |
| -------------- | --------- | ------------ | ------ |
| halve marathon | 1:01.30   | 9 maart 2003 | Parijs |
| 30 km          | 1:29.45   | 6 april 2003 | Parijs |
| marathon       | 2:06.33   | 6 april 2003 | Parijs |

## Palmares

### 10 Eng. mijl
- 2005:  Dieci Miglia del Garda - 49.03

### halve marathon
- 2003:  halve marathon van Parijs - 1:01.30
- 2004: 5e halve marathon van Parijs - 1:02.02
- 2006: 4e halve marathon van Walbrzych - 1:09.56

### marathon
- 2002:  marathon van Milaan - 2:08.59
- 2003:  marathon van Parijs - 2:06.33
- 2003: 8e WK in Parijs - 2:10.35
- 2004:  marathon van Rotterdam - 2:09.07
- 2004: 23e marathon van Fukuoka - 2:25.21
- 2005: 10e marathon van San Diego - 2:18.03
- 2005: 7e marathon van Berlijn - 2:10.53
- 2005: 4e marathon van Milaan - 2:14.31,2
- 2006: 20e marathon van Parijs - 2:16.35
- 2007:  marathon van Salzburg - 2:18.41
- 2007:  marathon van Graz - 2:14.20
- 2008:  marathon van Zaragosa - 2:14.39